# Barbara Topsøe-Rothenborg
Barbara Topsøe-Rothenborg (Copenaghen, 29 agosto 1979) è una regista, sceneggiatrice e scrittrice danese.

## Biografia
Figlia dell'attrice Judith Rothenborg, Barbara nasce nel 1979. Nel 1991 debutta alla regia assieme alla madre con un cortometraggio e in seguito dirige film molto importanti, persino candidati al Robert Award (il premio a livello cinematografico e televisivo più prestigioso danese).

## Filmografia

### Regista
- Amore al primo... Gulp (Love at First Hiccup) (2009)
- Krummerne: Alt på spil (2014)
- En-to-tre-nu! (2016)
- Madklubben (2020)
- Un marito fedele (Kærlighed for voksne) (2022)
- Maybe Baby 2 (Bytte Bytte Barn) (2023)

## Riconoscimenti
- Robert Award
  - Candidatura alla miglior regia per un film dedicato ai ragazzi (One-Two-Three Now!)
- Blockbuster Audience Award
  - Vinto - 2016